# Lipsothrix errans
Lipsothrix errans là một loài ruồi trong họ Limoniidae. Chúng phân bố ở miền Cổ bắc.